# Формальні науки
Формальні науки — сукупність наук, які займаються дослідженням формальних систем. До формальних наук, наприклад, належать: логіка, математика, теоретична інформатика, теорія інформації, теорія систем, теорія рішень, статистика, деякі аспекти мовознавства.
Формальні науки беруть початок в математичних текстах, датованих 1800 до н. е. (вавилонська математика), 1600 до н. е. (давньоєгипетська математика) і 1000 до н. е. (давньоіндійська математика), задовго до формування наукового методу. Індійські, давньогрецькі, арабські й перські математики зробили великий внесок у математику, а у Китаї та Японії незалежно розвивалася власна математична традиція.
Крім математики, логіка є прикладом формальної науки з древньою історією. Явний аналіз способів логічного висновку мав місце в Китаї, Індії та Стародавній Греції. На сучасну логіку вплинула, головним чином, давньогрецька традиція, яка отримала продовження в працях арабських логіків.
Інші формальні науки багато в чому пов'язані з математикою і вийшли з неї. На початку XVII століття з'являються перші роботи з теорії ймовірностей (статистики). З середини XX століття починають бурхливо розвиватися дослідження операцій, теорія інформації, теоретична інформатика та інші формальні науки. Щодо теоретичної інформатики слід зазначити, що її зародження вбачається в роботах Тюрінга й іноді простежується до Беббіджа і навіть Лейбніца. Поява нових дисциплін показує, що математика була лише однією з багатьох у ряді формальних наук.
На противагу природним і соціальним наукам, формальні науки у відомому сенсі логічно і методологічно незалежні від емпіричних методів. У формальних науках підхід до досліджуваних об'єктів абстрактний, разом з тим отримані результати знаходять застосування при вивченні всіх областей реальності.